# Тьо
Тьо (на френски: Theux) е селище в Югоизточна Белгия, окръг Вервие на провинция Лиеж. Населението му е около 11 600 души (2006).